# James Connor
James Connor (Melbourne, 5 mei 1995) is een Australisch schoonspringer.
Connor verhuisde op veertienjarige leeftijd van Melbourne naar Brisbane om zijn schoonspringcarrière te vervolgen aan het Australian Institute of Sport. Hij was een van de jongste Australische deelnemers aan de Gemenebestspelen van 2010 en de jongste Australiër ooit op de 10 meter bij de Gemenebestspelen. Hij behaalde er de negende plaats. Bij de Australische kampioenschappen van 2010-2011 toonde hij zijn talent met goud op de 10m synchroon (samen met Ethan Warren), zilver op de 3m synchroon en brons op de 3m individueel. Op de Wereldkampioenschappen schoonspringen in 2011 behaalde hij een 26e plaats op de 10m. Connor werd geselecteerd voor de Olympische Zomerspelen van 2012, waar hij deelnam aan de 10 meter individueel en de 20e plaats behaalde.